# El niño que llora

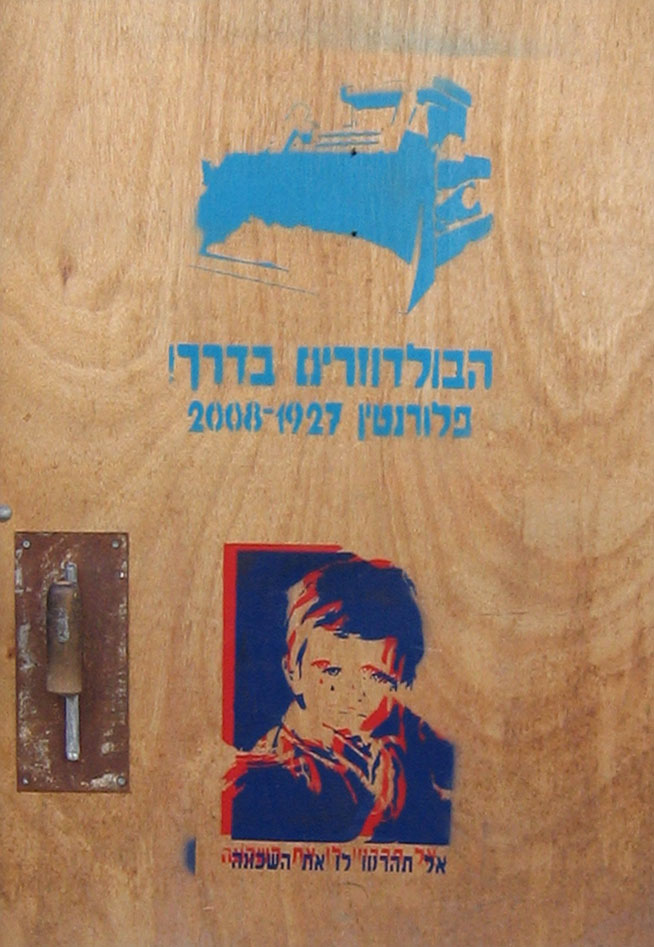
"el cuadro de los niños llorando", obra de Giovanni Bragolin

El niño que llora es una reproducción impresa en serie de un cuadro del pintor italiano Bruno Amadio, conocido también como Giovanni Bragolin. Tuvo una amplia distribución a partir de la década de 1950. Hay numerosas versiones alternativas, siendo todas ellas retratos de niños o niñas llorosos.

## La supuesta maldición
El 4 de septiembre de 1985, el diario sensacionalista británico The Sun informaba que un bombero de Yorkshire afirmaba que copias intactas del cuadro eran frecuentemente halladas entre las ruinas de casas incendiadas. Él afirmó que ningún bombero permitiría tener una copia del cuadro en su casa. Durante los meses siguientes, The Sun y otros diarios sensacionalistas publicaron varios artículos sobre incendios de casas cuyos propietarios habían tenido el cuadro.
Hacia finales de noviembre de ese año, la creencia en la maldición de la pintura estaba tan extendida que The Sun organizó quemas masivas de los cuadros, enviados por sus lectores.
Karl Pilkington hizo referencia a estos hechos en The Ricky Gervais Show. Ricky Gervais consideró a la maldición como "absurda".
Steve Punt, un escritor y cómico británico, investigó la maldición de "El niño que llora" en una producción de la BBC Radio 4 llamada Punt PI. Aunque el programa es de comedia, Punt investigó la historia del cuadro. La conclusión a la que llegó el programa, tras llevar a cabo pruebas en el Building Research Establishment, es que las reproducciones fueron tratadas con un barniz ignífugo, por lo que la cuerda que colgaba el cuadro de la pared sería la primera en quemarse, haciendo que el cuadro caiga al suelo y quede protegido del fuego. Además se hizo mención a esta pintura en un episodio sobre maldiciones de la serie televisiva Weird or What? en 2012.